# Potârnichea
Potârnichea – wieś w Rumunii, w okręgu Konstanca, w gminie Topraisar. W 2011 roku liczyła 520 mieszkańców.